# つだみきよ
つだ みきよ（本名津田 美貴代、1月10日 - ）は、日本の漫画家、イラストレーター。福井県出身。別ペンネームに蔵王大志（ざおう たいし）がある。

## 人物・作風
福井県立丹南高等学校出身で校長室と美術棟の職員室にサインが貼られている。蔵王大志としてボーイズラブ系作品の漫画及び小説のイラストでデビュー。1998年に『革命の日』で「つだみきよ」として改めてデビュー。ペンネームを分けた理由は、ボーイズラブ系作品を描いていることを親兄弟などに知られたくなかったためだが、作品が発表されるにつれ親戚中にあっという間にバレてしまったと自書の中で述べている。単行本などにサインを頼まれた際に名義を間違えてサインすることが多発したため、ペンネームを分けたことを後悔している節もみられる。
主に女性向け雑誌で性転換（TSF）や半陰陽、女装などを扱った作品を描いている。作中にしばしば架空の学校「藤森学園」が登場している。
自画像はクマと普通のもの（メガネっ娘）を使用しているが、別ペンネームが親戚中にバレて以降、クマを用いることが多い。クマが用いられている場合、影木栄貴はウサギとして登場する。なお、クマの蝶ネクタイのしるしがつだみきよの場合は「T」、蔵王大志の場合は「Z」である。
画風のよく似た漫画家の影木栄貴とは古くから親交がある（新書館編集者であった影木が新人として蔵王（つだ）を見出し、時を前後して同人作家としての影木につだがファンレターを出したのが交友のきっかけ）。そのため、合同作品もある。作品の後書き、同人誌などでは親密な交流振りを発信している。姉妹と間違えられるほど風貌までよく似ていると言われているが、作品あとがきなどによると、同じ店で服を買うことも多く、意図せずに「お揃い」になってしまうのも原因のひとつ。
『ファミリー・コンプレックス』執筆中に網膜剥離を発症し、失明寸前に陥ったことがある。現在は手術を受け回復したが、発病する前から使用していた眼鏡は必需品で常にかけている。

## 略歴
- 2006年春､『プリンセス・プリンセス』がスタジオディーン制作でTVアニメ化、テレビドラマ化もされる｡
- 2007年1月、『月刊ウィングス』（新書館）にて『プリンセス・プリンセス+』が完結。

## 作品リスト

### つだみきよ名義
※ 詳細は各記事を参照。

#### 漫画
- 革命の日
  - 続・革命の日
- ファミリー・コンプレックス
- プリンセス・プリンセス
  - プリンセス・プリンセス+
  - princess princess premium -プリンセス☆プリンセス☆プレミアム-
  - トレ×プリ、プリ×トレ
    - 『プリンセス・プリンセス』と、影木栄貴著『トレイン☆トレイン』のクロスオーバー作品。それぞれ1話ずつ製作された。
- あつまれ! 学園・天国
- 白金紳士倶楽部

#### イラスト
- 志麻友紀：『セイント・バトラーズ』シリーズ

#### 画集
- 『つだみきよ画集 少年よ大志を抱けT』（新書館、2003年5月10日初版発行）ISBN 4-403-65019-8
- 『プリンセス・プリンセス・プレミアム』（新書館、2007年4月10日初版発行）ISBN 978-4-403-65030-7

### 蔵王大志名義

#### 漫画
- Electric Hands
- COLOR（影木栄貴との合作）
- 恋は異なもの妙なもの
- 僕たちは明日に向かって生きるのだ
- 主のおおせのままに
- 春夏秋冬（影木栄貴との合作）
- 恋愛遺伝子XX（原作：影木栄貴）
- LOVE STAGE!!（原作：影木栄貴）
  - BACK STAGE!!（原作：影木栄貴） - 『LOVE STAGE!!』のスピンオフ
- 恋する絶滅遺伝子Ω（原作：影木栄貴）

#### イラスト
- 岩本薫：『ADコンプレックス』
- 可南さらさ：『雨が過ぎても』
- 久我有加：『無敵の探偵』
- 剛しいら：『ビター・ヴァレンタイン』、『サマー・ヴァレンタイン』、『決戦はヴァレンタイン』、『ホワイト・ヴァレンタイン』
- 新堂奈槻：『君に会えてよかった』
- 高月まつり：『伯爵様は不埒なキスがお好き』、『伯爵様は危険な遊戯がお好き』、『伯爵様は秘密の果実がお好き』、『伯爵様は魅惑のハニーがお好き』、『伯爵様よりスペシャルな愛をこめて』、『ボディーガードは口説かれる』、『ボディーガードは愛を継ぐ』、『恋するドラゴンハート』
- みさき志織：『脱がしてみやがれ!!―学園エンペラー』、『〜学園エンペラー〜愛してみやがれ!!』、『啼かせてみやがれ!!―学園エンペラー』、『嫁いでみやがれ!!―学園エンペラー』
- 水戸泉：『略奪せよ』、『征服せよ』、『君臨せよ』
- 水森しずく：『嫌いにならないでね』、『悪魔の論理学』、『エスキース』
- BACK STAGE!!（※収録漫画も担当）
- 百合姫Wildrose - 第5巻カバーイラスト

#### 画集
- 『蔵王大志画集 少年よ大志を抱けZ』（新書館、2003年5月10日初版発行）ISBN 4-403-65020-1